# Juan Nakpil
Juan J. Nakpil (Manilla, 26 mei 1899 - 7 mei 1986) was een Filipijns architect. Napil was als architect een pionier en vernieuwer. De belangrijkste bijdrage van Nakpil was zijn geloof dat er überhaupt iets als een Filipijnse architectuur bestond. Hij werd in 1973 tot Nationaal kunstenaar van de Filipijnen uitgeroepen door president Ferdinand Marcos.

## Biografie
Juan Nakpil werd geboren op 26 mei 1899 in Quiapo in de Filipijnse hoofdstad Manilla. Zijn ouders zijn Julio Nakpil, een componist en Gregoria de Jesus, een van de heldinnen van de Filipijnse revolutie. Na zijn middelbareschoolopleiding studeerde hij vanaf 1917 twee jaar civiele techniek aan de University of the Philippines. Daar kreeg hij onder meer les in tekenen en schilderen van kunstschilder Fabian de la Rosa en beeldhouwen van Fernando Amorsolo. Nadien studeerde hij met financiële hulp van zijn oom Ariston Bautista in de Verenigde Staten en Frankrijk. In 1922 behaalde hij zijn bachelor-diploma civiele techniek aan de University of Kansas. In 1925 volgde een diploma architectuur aan het École des Beaux-Arts in Parijs en in 1926 behaalde hij zijn master-diploma architectuur aan Harvard University in Cambridge.
Na zijn terugkeer in de Filipijnen was hij werkzaam als assistent-architect voor het Bureau of Public Works. In 1928 ging Nakpil werken voor het architectenbureau van Andres Luna de San Pedro. Weer later werkte hij voor Gonzalo Puyet and Sons. In 1930 opende Nakpil zijn eigen architectenbureau. Jaren later werd de naam van het bureau veranderd in Juan F. Nakpil and Sons, nadat zijn drie zonen waren toegetreden. In 1970 werd het kantoor uitgeroepen tot architectenbureau van het jaar. Naast zijn werk als architect was Nakpil ook docent en hoogleraar architectuur. Hij was drie jaar hoogleraar aan Mapua Institute of Technology en vijf jaar aan de University of Santo Tomas.
Nakpil is verantwoordelijk voor vele bekende gebouwen in de Filipijnen. Zo ontwierp hij in 1939 het International Eucharistic Congress altar en was verantwoordelijk voor de uitbreiding van de Quiapo Church met een dom en een klokkentoren in 1930. Enkele van de belangrijkste werken van Nakpil zijn het Geronimo de los Reyes Building, Magsaysay Building, Rizal Theater, Capitol Theater, Captain Pepe Building, Manila Jockey Club, Rufino Building, Philippine Village Hotel, de bibliotheek van het University of the Philippines en het monument voor José Rizal in Calamba. 
Voor zijn werk ontving Nakpil vele onderscheidingen. Zo was hij "Architect van het jaar" in 1939, 1940 en 1946 en kreeg in 1950 de Gold medal of merit van het Institute of Architects. In 1955 werd hij in Frankrijk uitgeroepen tot Ridder in het Legioen van Eer en kreeg Nakpil de Presidential Medal of Merit van president Ramon Magsaysay en in 1972 ontving hij de Rizal Pro Patria Award. In juni van datzelfde jaar werd hij door president Ferdinand Marcos uitgeroepen tot nationaal kunstenaar van de Filipijnen. 
Nakpil overleed in 1986, twee en halve week voor zijn 87e verjaardag. Hij kreeg als nationaal kunstenaar een staatsbegrafenis op Libingan ng mga Bayani. Nakpil was vanaf 1927 getrouwd met Anita Nobles, miss Filipijnen in 1926, en had met haar vijf kinderen: Ariston, Francisco, Eulogio, Annie en Edith.